# Византийская кухня
Визaнтийская кухня (греч. βυζαντινή κουζίνα) — кухня времён существования Византийской империи. Сформировалась под влиянием древнегреческой, древнеримской, частично малоазийской и кавказской кухонь. В свою очередь оказала влияние на современную итальянскую, греческую и османскую кухни.

## Характеристика
Основу кухни византийцев (ромеев) составляли главным образом растительные продукты. Поскольку бо́льшую роль в жизни играло христианство, то население придерживались постов, а соответственно растительная пища приобретала значительный вес. Тёплый климат позволял собирать урожаи почти целый год, поэтому хватало овощей, фруктов и трав. Широко применялись капуста, чечевица, шпинат, горох, нут, чеснок, артишоки, лук, бамия, лавровый лист, укроп, дикая мята, чабрец, латук, спаржа, гесперис, грибы.
Составной практически всех блюд было оливковое масло. В пищу употребляли несколькими способами: поливали салаты, добавляли в более сложные блюда, на нём жарили или просто макали в него кусочки свежего хлеба. Ели и сами плоды оливкового дерева. Кроме того, на основе оливкового масла изготавливали лечебные мази и настойки, им смазывали втулки телег, механизмы, кожаные элементы доспехов и конской сбруи.
Важной частью рациона были орехи и фрукты — различные сорта винограда, яблоки, груши, дыни, финики, изюм, инжир, дикие и «культурные» ягоды, грецкие орехи, фисташки, миндаль, фундук. Всё это использовалось для приготовления изысканных десертов.
Ещё одной важной чертой было использование большого количества сортов сыра (любимыми были анфотирос и кефалотири) и блюд с их использованием. Обычно использовали козье, овечье, иногда коровье молоко.
Учитывая климатические и географические условия из мяса преобладали козлятина, баранина, свинина, птица. Говядину употребляли крайне редко. Дичь (оленей, зайцев, сусликов, сурков, козлов, уток, куропаток) тоже добывали, но она играла меньшую роль чем в соседних с Византией государствах.

## Хлеб
Выпекали хлеб из пшеничной и ячменной муки. Существовал хлеб высшего сорта — силигнит, который пекли только для богатых людей из высших сортов пшеницы. Его также использовали для причастия в храмах и давали больным, поскольку силигнит способствовал пищеварению. Менее качественного сорта был сеидалит, который выпекали из муки низкого качества. Также были средние сорта хлеба, и, наконец, грубый хлеб для бедных.
У воинов и монахов был свой хлеб — пексамас. Он был достаточно жёстким, поскольку его 2 раза пекли в печи, чтобы испарялась вся влага. Однако такой хлеб не плесневел длительное время.

## Блюда
Византийцы очень любили различные салаты, особенно с оливковым маслом, грецкими орехами, специями (прежде всего латуком и чесноком), зеленью. Распространение получили также салаты с фруктами, в частности яблоками и абрикосами, к которым также добавляли масло, нежные специи и миндаль. В источниках можно встретить приправленную свеклу или особым образом приготовленный горох.
В отличие от Западной Европы византийцы любили уху, прежде всего из рыбы (обусловлено природными факторами). Их очень долго и сложно готовили с овощами и большим количеством специй. Одной из самых любимых первых блюд была насыщена уха вроде современной ухи, которая имела жёлтый цвет. К ней добавляли нежные специи, овощи и зелень.
Мясо животных и субпродукты ромеи варили, жарили, парили, тушили, солили, коптили, готовили на пару. Мясо обычно мариновали или готовили в соусе из мёда или с уксусом, также приправляли чесноком и горчицей. Его употребляли больше в сёлах, чем в городах, где предпочтение отдавалось птице и рыбе. Свинину обычно готовили перед Рождеством, из неё изготавливали сосиски, мариновали мёдом, солили сало.
Изысканными считались блюда из фазанов и пулярки (их готовили на пирах богатых горожан, могущественных феодалов, императора и членов его семьи). Обычно этих птиц начиняли рыбой, после чего жарили на углях. Зайчатина считалась деликатесом, а охота на зайцев была любимым спортом высшего общества.
Кроме того, следуя древнеримским обычаям византийцы ели сваренные вкрутую яйца. Любимым блюдом стал омлет сфунгато, который готовили из нескольких слоев.
Также в Византийской Италии готовили пиццу, слово «пицца» впервые появилось в латинском тексте из центрального итальянского города Гаэта, тогда ещё входившего в состав Византийской империи, в 997 г. н. э.; в тексте говорится, что арендатор определённого имущества должен давать епископу Гаэты duodecim pizze («двенадцать пицц») каждое Рождество, а ещё двенадцать — каждое Пасхальное воскресенье
Ромеи делали также различные виды рагу, ветчины. Средиземное море играло огромную роль в жизни империи, где было много рыбы (прежде всего употребляли кефаль, красный люциан Lutjanus argentimaculatus, полосатого окуня, камбалу) и морепродуктов. Готовили их почти так же как и теперь — жарили, на пару, солили, коптили, сушили, вялили. В качестве гарнира к рыбным блюдам обычно подавали артишоки.
Впрочем количество блюд зависело от имущественного положения. Самым богатым был стол императора. Бедняки питались преимущественно бобами, чечевицей, горохом и хлебом низшего сорта.

## Десерты
Ромеи очень любили пирожные, торты, пироги, всевозможные сладости и вкусности. Самыми распространёнными были мучные блюда с мёдом, орехами, ягодами. Из сладостей были известны пирожные из муки и мёда, которые выпекались в форме колец. Также к блюдам прилагался кунжут. При изготовлении тортов в Византии использовали мастику, лучшая изготавливалась на острове Хиос.
Византийцы имели особую любовь к мёду. Он также привозился в Византию из Африки и Киевской Руси. На десерт также подавали свежие фрукты.

## Напитки
Из алкогольных напитков предпочтение отдавали вину. Существовали многочисленные разновидности: золотистое, чёрное и белое; сладкое и кислое; легкое и крепкое. Кроме винограда, вино изготавливали из яблок, груш, кизила, гранатов. Из чёрных вин наиболее популярным было виноградное крепкое, из белых — средней крепости, из сладких — красное вино из граната. Были сорта, напоминавшие уксус, чтобы только утолить жажду. Вино также настаивали на лавровых ягодах, укропе, петрушке и других растениях.
Низким по качеству вином считалось египетское вино «мареотик» (производилось в районе озера Мареотида). Оно было очень вкусным, дешёвым. Наиболее качественным было вино из Палестины («негевское» вино, но не изготавливалось с 630-х годов, после завоевания этих областей арабами), мускатное вино из Киликии, коммандария с Кипра, рецина, критское вино, македонское сладкое вино. С XIV в. популярность приобрело вино румное из Метони и мальвазия (оба Пелопоннес), в церквях Амиды готовили порошкообразное вино. После 7-летнего пребывания на солнце, оно становилось сухим. Растворённый в воде порошок давал жидкость, которая напоминала вкус вина. Из алоэ, которое привозили из Аравии, Африки, Индии, Шри-Ланки, изготавливали амнийское вино — одно из нескольких лекарственных вин.
Для консервации вина использовали благовония — алоэ, нард, ладан, мирру. Для крепости вина использовалась смесь панакия (παλάθεηα), основой которой было алоэ. Вино преимущественно пили разбавленным, как древние римляне. Им запивали еду, добавляли в некоторые блюда, отдельно старались не употреблять.
От германцев и славян византийцы переняли навыки приготовления алкогольных напитков с полбы, овса и проса. Но обычно это было характерно в сельской местности Балканского полуострова и некоторых районов Малой Азии.
Из безалкогольных напитков большинство составляли кислое молоко, фруктовые соки и вода. Из напитков ценили также смесь яблочного сока, воды и мёда. Любили напитки из фенхеля, тмина, вина или мёда. Тминный напиток евкратон (εύκрατον) готовился из воды, перца, тмина, иногда с добавлением аниса, которое длительное время настаивали.

## Пряности и соусы
Характерной чертой византийской кухни было большое количество специй, которая отражала традиции античности. Впоследствии на использование специй и пряностей побудил факт превращения византийских городов в торговые центры со странами Востока, откуда привозили многочисленные пряности. Самыми популярными были различные виды перца. Также широко использовали тмин, фенхель, кардамон, три вида корицы: cinnamomum verum (из Индии), сinnamomum tamala (малабарские листья или тейпатт), сinnamomum aromaticum (из Китая), а также кориандр, жгучую пряность кост или сассурею (из имбирецветных), асафетиду (сок этого растения), шафран, гвоздику.
Распространены были местные пряности — чеснок, лук, латук, горчица, цикорий и дикая мята. Розмарин использовался редко, обычно для украшения. Из горчицы обычно готовили смесь с перцем.
На основе виноградного сока, корицы, гвоздики, сельдерея, грибов, перца, уксуса, мёда, укропа, дикой мяты готовились насыщенные соусы. Применялся древнеримский соус гарум, который часто смешивали с винным уксусом, в результате чего образовывался «острый гарум» (ὀμνγαξόλ). Также гарум смешивали с вином, благодаря чему делался другой соус ηò νἰλόγαξνλ. При приготовлении соусов применялись кокосы и красный сандал (Pterocarpus santalinus).

## Употребление
В течение дня, как правило, было три приёма пищи. Завтрак был довольно простой — каша или овощи. Обед (аристон) и ужин (дейпнон) были более плотными. У многих ромеев он состоял из трёх блюд. Начинали с закусок (салаты, ветчина), затем приносили мясные или рыбные блюда с соусами (если это не пост) и вином, заканчивали потребления сладостями.
Посуда использовалась преимущественно керамической. Она могла быть простой или полихромной — в зависимости от привода, общества и состояния хозяина дома. У императора и знати посудой служили настоящие произведения искусства. Кроме красиво расписанных блюд и мисок использовали серебряные и золотые кувшины и кубки с инкрустациями и чеканкой. Были и тонкие стеклянные графины и бокалы. Столовые принадлежности составляли ножи, ложки, двухзубчатые вилки.
Перед началом банкета гостей и стол всегда опрыскивали благовониями. Стол покрывали скатертью, которая была показателем успеха хозяина. Богатые византийцы использовали вышитые золотом ткани. За столом сидели на мягких диванах или стульях с резными ножками. Перед едой в обязательном порядке мыли руки. Молитва звучала не только перед, но и часто после приёма пищи. В праздничные дни приём пищи богачей сопровождался выступлениями музыкантов, певцов, поэтов.